# ゲオルク1世 (ポメラニア公)
ゲオルク1世（ドイツ語：Georg I., 1493年4月11日 - 1531年5月9/10日）またはイェジ1世（ポーランド語：Jerzy I）は、ポメラニア公（在位：1523年 - 1531年、弟バルニム9世と共治）。弟バルニム9世と異なり宗教改革に反対していたが、これを阻止することはできなかった。

## 生涯
ゲオルク1世はポメラニア公ボギスラフ10世とその2番目の妃アンナ・ヤギェロンカ（ポーランド王カジミェシュ4世の娘）の間に長男として生まれた。その名前は、母アンナの妹と結婚した叔父で代父のザクセン公ゲオルクに由来する。ゲオルク1世は子供の頃にザクセン公家にしばらく滞在し、両者は生涯を通じて友人であり続けた。
ゲオルクは基本的に父ボギスラフ10世の政策を引き継ぎ、都市や貴族の権力を制限した。政治においては、ブランデンブルクの主権から逃れようとした。弟のバルニム9世とともに統治を引き継いだ後、宗教改革の取り組みに関心を示したが、個人的にはカトリック信仰に忠実であり続けた。ゲオルクは若いころより父親により政治に関与させられた。1520年にはすでに皇帝カール5世の宮廷で活動しており、1521年と1523年にはニュルンベルクで開催されたヴォルムス帝国議会に参加した。
1524年、ブランデンブルクとの軍事衝突が差し迫っていたため、ゲオルク1世は伯父ポーランド王ジグムント1世と同盟を結び、ブランデンブルク、プロイセン公アルブレヒトおよび宗教改革の支持者に対抗した。それにもかかわらず、ゲオルク1世は領内の宗教改革の動きを抑圧することができず、結局、中道路線に進むしかなかった。
1526年のシュパイアー帝国議会の後、ゲオルク1世はブランデンブルクに接近しようとしたが、ブランデンブルクの主張とポメラニアの拒否のため、交渉は1529年まで長引いた。その間、軍事衝突の新たな脅威が生じた。しかし1529年8月26日、ブランシュヴァイク＝カレンベルク公エーリヒ1世とブラウンシュヴァイク＝ヴォルフェンビュッテル公ハインリヒ2世の仲介により、ブランデンブルク選帝侯ヨアヒム1世との間でグリムニッツ条約が成立した。ゲオルク1世はヨアヒム1世の娘マルガレーテ・フォン・ブランデンブルクと結婚し、同時にブランデンブルクから帝国直属の諸侯であることを認められた。その結果、1530年7月26日、ゲオルク1世とバルニム9世はアウクスブルクの議会でカール5世によりポメラニア公として封じられた。
領内においては、グリムニッツ条約の後、領地の分割を望むバルニム9世と対立した。領主の大部分もこれを要求し、ゲオルク1世がブランデンブルクの支持により宗教改革の取り組みに対して断固とした行動を取ることを恐れ、一方でバルニムとともに国政への影響力を強めることを望む者もいた。しかし、ゲオルク1世の死により息子フィリップ1世が宗教改革に引き入れられる可能性が生じ、政治的状況を変えることとなった。しかし、それにもかかわらずポメラニア＝ヴォルガストとポメラニア＝シュチェチンへの領地の分割は行われた。

## 結婚と子女

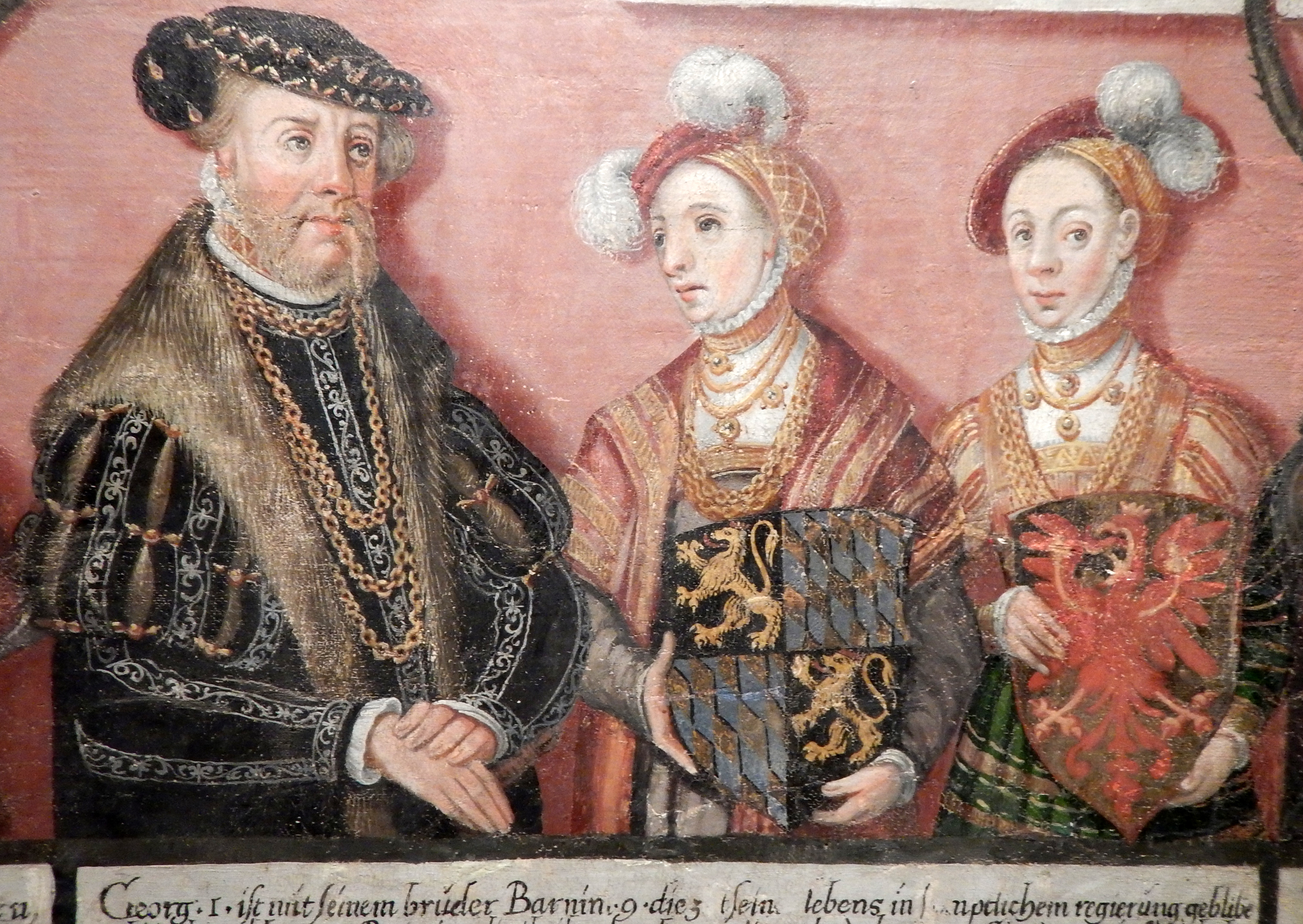
ゲオルク1世と2人の妃

ゲオルク1世は2度結婚した。1513年5月22日シュチェチンにおいて、プファルツ選帝侯フィリップとその妃マルガレーテ・フォン・バイエルンの娘アマーリエ（1490年 - 1525年）と結婚し、以下の子女をもうけた。
- ボギスラフ11世（1514年）
- フィリップ1世（1515年 - 1560年） - ポメラニア＝ヴォルガスト公
- マルガレーテ（1518年 - 1569年） - 1547年にブラウンシュヴァイク＝グルーベンハーゲン公エルンスト3世と結婚

1530年1月23日にベルリンにおいて、ブランデンブルク選帝侯ヨアヒム1世とエリサベト・ア・ダンマークの娘マルガレーテ・フォン・ブランデンブルク（1511年 - 1577年）と結婚し、1女をもうけた。
- ゲオルギア（1531年 - 1573年） - ワビシン伯スタニスラフ・ラタルスキ（1598年没）と結婚